# Procyclidine
La procyclidine est un médicament de type anticholinergique.

## Usage médical
La procyclidine est un médicament utilisé pour traiter le parkinsonisme et les symptômes extrapyramidaux dus aux antipsychotiques. Elle améliore moins les tremblements que la rigidité. Elle est prise par voie orale ou par injection dans une veine ou un muscle,.

## Effets secondaires
Les effets secondaires courants comprennent la bouche sèche, la vision floue, les nausées, la constipation et les étourdissements; d'autres effets secondaires peuvent inclure une fréquence cardiaque rapide, une hypotension artérielle, une rétention urinaire, une confusion et un glaucome. La sécurité pendant la grossesse n'est pas claire[style à revoir]. Il s'agit d'un anticholinergique.

## Histoire
La procyclidine a été approuvée pour un usage médical aux États-Unis en 1955. Elle est disponible sous forme de médicament générique. Au Royaume-Uni, 100 comprimés de 5 mg coûtent au NHS environ 5 livres sterling à partir de 2021. Il n'est plus disponible dans le commerce aux États-Unis depuis 2008.